# Shey Peddy
Shey Peddy, née le 28 octobre 1988 à Roxbury (Massachusetts, États-Unis) est une joueuse américaine de basket-ball.

## Biographie
En universitaires, elle joue deux saisons pour Wright State University et deux ans pour les Owls de Temple, pour un total cumulé de 1 899 points. Lors de son année senior, ses statistiques sont de 17,6 points, 4,8 rebonds et 3,1 passes décisives, ce qui lui permet d'être sélectionnée en 23e position lors de la draft WNBA 2012 par le Fever de l'Indiana. Après trois échecs en pré-saison, elle fait ses débuts en WNBA 2019 à l'âge de 30 ans pour les Mystics de Washington à la faveur du départ de Kim Mestdagh en sélection nationale. Après son retour, elle quitte le terrain pour revenir comme assistante de l'entraîneur Mike Thibault, chargée de la vidéo et des statistiques. Les Mystics remportent le titre. 
En Europe, elle joue pour différentes équipes comme Hapoel Rishon LeZion en Israël, les Flying Foxes en Autriche et pour trois saisons TSV 1880 Wasserburg en Allemagne. Durant l'été 2015, elle joue également le championnat portoricain avec Mayaguez.
Lors de la saison 2018-2018, elle dispute l'Euroligue avec TTT Riga pour 15,2 points (avec une adresse de 35 % à 3 points), 4,6 rebonds et 5,3 passes décisives. Elle commence la saison 2019 en Turquie avec Botas, qui échoue lors du tour préliminaire de l'Euroligue face à Gdynia, puis dispute l'Eurocoupe. Malgré 13,3 points et 3,3 rebonds en championnat, elle est remerciée en novembre, qu choisit de la remplacer par la suédoise Frida Eldebrink.
En décembre 2019, elle signe en LFB à Montpellier, leader du championnat, pour remplacer la Suédoise Klara Lundquist. Bien qu'elle dispose d'un passeport letton, elle n'est qualifiée que pour les rencontres de championnat.
Remerciée au cours de la saison WNBA 2020 par les Mystics de Washington, elle est signée par le Mercury de Phoenix et marque le tir de la victoire contre son ancienne franchise au premier tour des play-offs.

## Palmarès

### En club
- Championne WNBA 2019[7]
- Championne d'Autriche 2014[2]
- Championne d'Allemagne 2015, 2016, 2017[2]
- Championne de Lettonie 2019[2]

## Distinctions personnelles
- Meilleure joueuse de l'Atlantic 10 2012
- Meilleure défenseuse de l'Atlantic 10 2012
- Meilleure joueuse de la Big 5 (deux fois)